# Professor Toru Tanaka
Professor Toru Tanaka (eg Charles "Charlie" J. Kalani, Jr), också känd som The Professor, född 6 januari 1930 i Honolulu, Hawaii, död 22 augusti 2000, var en amerikansk fribrottare och skådespelare. 

## Filmografi i urval
- 1993 - Den siste actionhjälten
- 1989 - Black Rain
- 1987 - The Running Man
- 1981 - An Eye For An Eye